# Кікапу
Кікапу (мова кікапу: Kiikaapoa або Kiikaapoi ; ісп. Kikapú) — індіанське та мексиканське плем'я, що розмовляє алгонкінською мовою і походить з регіону на південь від Великих озер. За станом на початок XXI століття три федерально визнані племені кікапу проживають у Сполучених Штатах: плем'я кікапу в Канзасі, плем'я кікапу в Оклахомі та традиційне плем'я кікапу в Техасі. Групи Оклахоми та Техасу політично пов'язані одна з одною. Кікапу в Канзасі походить від пращурів, що переселилися з півдня Міссурі в 1832 році як обмін землі з їхньої тамтешньої резервації. Близько 3000 осіб лічіться членами племені.
Інша племінна група трайбу кікапу, проживає в муніципалітеті Мускіс у північному мексиканському штаті Коауїла. Менші групи живуть у штатах Сонорі на заході та Дуранго на південному заході.

## Назва та етимологія
Згідно з деякими джерелами, назва «кікапу» (Giiwigaabaw мовою оджибве та спорідненою мовою кікапу Kiwikapawa) означає «стоять тут і там», що, можливо, вказує на міграційні моделі племені. Назва племені також може означати «мандрівник». Це тлумачення залишається спірним і зазвичай вважається народною етимологією.

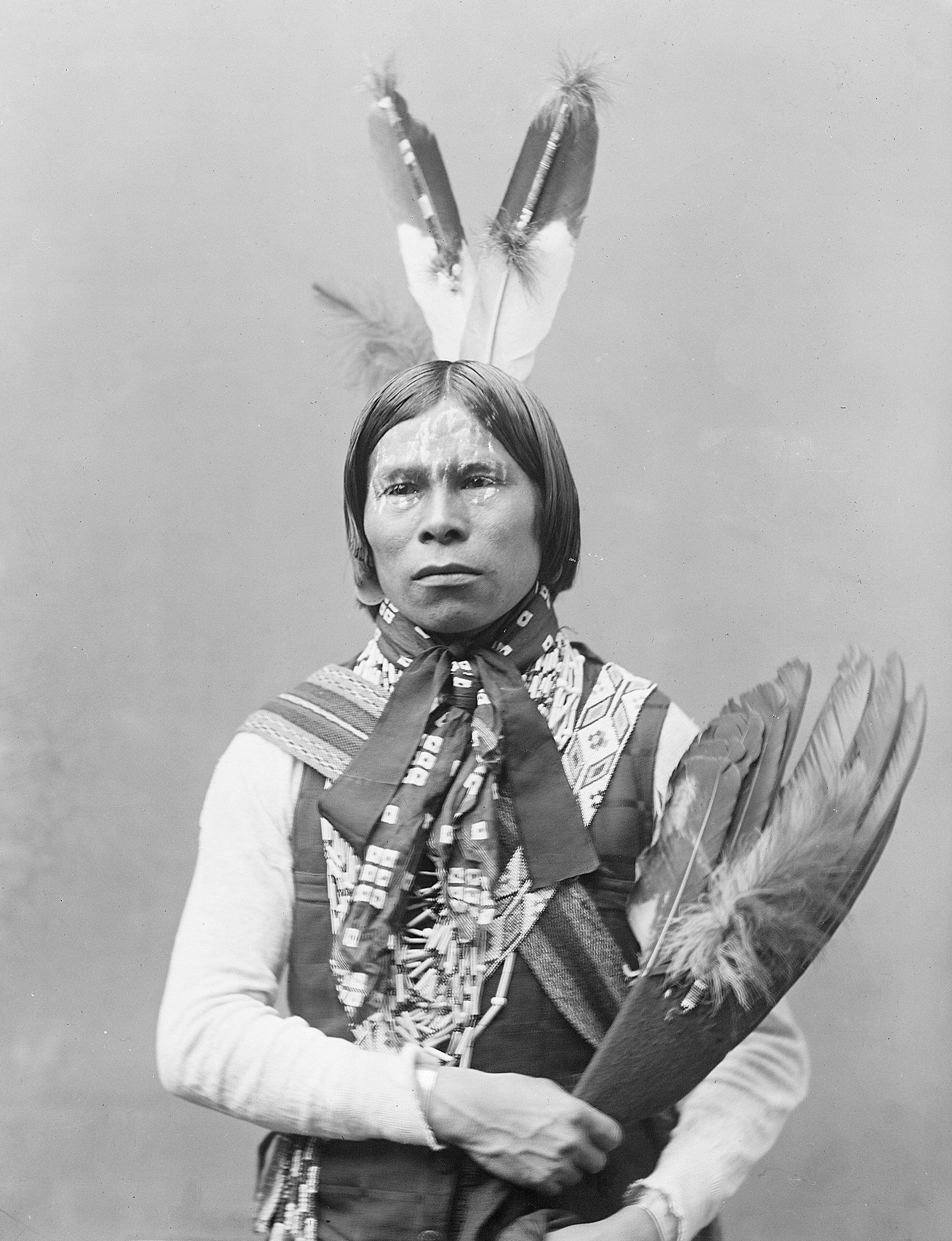
Бейб Шкіт, вождь кікапу та делегат від Індіанської території, прибл. 1900 рік